# Maxim–Tokarev
A Maxim–Tokarev foi a primeira metralhadora leve soviética local aceita para serviço. Foi desenvolvida a partir da metralhadora Maxim M1910 por Fiódor Tokarev.

## História
Durante a Primeira Guerra Mundial e a Guerra Civil Russa, o exército soviético foi equipado com metralhadoras leves de fabricação estrangeira, principalmente com a Lewis, a Chauchat e a Hotchkiss M1909. Na década de 1920, essas armas mostravam a sua idade e, devido ao isolamento diplomático internacional da União Soviética, nem peças sobressalentes nem munições podiam ser facilmente obtidas para estas armas.
Em 1923, o programa de emergência GAU foi iniciado para equipar o Exército Vermelho com uma metralhadora leve com câmara para o cartucho local 7,62×54mmR.
O primeiro projeto apresentado foi a Maxim-Kolesnikov, projetada por Ivan Nikolaevich Kolesnikov na Fábrica de Armas Kovrov, seguida logo depois pela Maxim–Tokarev, projetada por Fiódor Vassilievitch Tokarev no Arsenal de Tula. Durante os testes de campo realizados no início de 1925, o modelo de Tokarev mostrou-se superior, por isso foi adotada em 26 de maio.
2.500 metralhadoras Maxim–Tokarev foram produzidas pela fábrica de armas de Tula (TOZ) em 1926–27; 1.400 foram fornecidas à China entre 1938 e 1939 no Programa de Ajuda Sino-Soviética. O restante foi enviado para as forças republicanas durante a Guerra Civil Espanhola. Foi substituída no serviço soviético pela DP, muito mais leve.

## Estrutura
Uma análise do Exército dos EUA menciona que "Tokarev foi sem dúvida inspirada tanto na Parabellum alemã quanto na Vickers britânica. O arranjo do gatilho e da coronha do ombro se assemelha muito ao ilustrado na patente dos Estados Unidos nº 942167, que foi concedida em 1909 a Dawson e Buckham, cessionários da Vickers."
A manga d'água da Maxim M1910 foi descartada e substituída por uma manga fina de aço perfurada. O cano foi encurtado e reduzido de 2,1 kg para 1,7 kg. Foi fornecido um mecanismo para alterar o cano em condições de campo. Os punhos de pá foram substituídos por uma coronha tipo fuzil e o gatilho de polegar foi substituído por um gatilho tipo fuzil. Um bipé dobrável com pernas tubulares ficava preso à manga do cano.
O sistema de alimentação da fita de lona era o mesmo das metralhadoras PM M1910, exceto que a capacidade padrão da fita foi reduzida para 100 tiros. As fitas de 100 cartuchos geralmente eram transportadas em contêineres separados do tipo tambor, inspirados na MG 08/15 alemã. O estriamento do cano era de 4 voltas à direita em 240 mm.

## Operadores
- União Soviética
- República da China[8]
- China[9]
- Coreia do Norte[9]
- Segunda República Espanhola